# Транспортный уровень
Транспортный уровень (англ. Transport layer) — 4-й уровень сетевой модели OSI, предназначен для доставки данных. При этом неважно, какие данные передаются, откуда и куда, то есть, он предоставляет сам механизм передачи. Блоки данных он разделяет на фрагменты, размеры которых зависят от протокола: короткие объединяет в один, а длинные разбивает. Протоколы этого уровня предназначены для взаимодействия типа точка-точка. Пример: TCP, UDP, SCTP.
Существует множество классов протоколов транспортного уровня, начиная от протоколов, предоставляющих только основные транспортные функции, например, функции передачи данных без подтверждения приема, и заканчивая протоколами, которые гарантируют доставку в пункт назначения нескольких пакетов данных в надлежащей последовательности, мультиплексируют несколько потоков данных, обеспечивают механизм управления потоками данных и гарантируют достоверность принятых данных.
Некоторые протоколы транспортного уровня, называемые протоколами без установки соединения, не гарантируют, что данные доставляются по назначению в том порядке, в котором они были посланы устройством-источником. Некоторые транспортные уровни справляются с этим, собирая данные в нужной последовательности до передачи их на сеансовый уровень. Мультиплексирование (multiplexing) данных означает, что транспортный уровень способен одновременно обрабатывать несколько потоков данных (потоки могут поступать и от различных приложений) между двумя системами. Механизм управления потоком данных — это механизм, позволяющий регулировать количество данных, передаваемых от одной системы к другой. Протоколы транспортного уровня часто имеют функцию контроля доставки данных, заставляя принимающую данные систему отправлять подтверждения передающей стороне о приеме данных.

## Протоколы
- DCCP (подпротокол)
- RUDP (подпротокол)
- SCTP (подпротокол)
- TCP (основной)
- UDP (основной)
- UDP Lite (подпротокол)